# Murda Muzik
Albums de Mobb Deep
Hell on Earth
(1996) Infamy
(2001)
Singles
1. Quiet Storm
Sortie : 14 mars 1999
2. It's Mine
Sortie : 31 août 1999
3. U.S.A. (Aiight Then)
Sortie : 21 mars 2000

Murda Muzik est le quatrième album studio de Mobb Deep, sorti le 17 août 1999.
L'album, qui s'est classé 2e au Top R&B/Hip-Hop Albums et 3e au Billboard 200, a été certifié disque de platine le 26 octobre 1999 par la RIAA avec plus d'un million exemplaires vendus. C'est l'album du groupe qui s'est le mieux vendu aux États-Unis.
Certes dans la continuité d'Hell on Earth, l'opus témoigne d'une évolution musicale s'éloignant des éléments qui ont pourtant fait la réputation du groupe de Queensbridge : plus lent, moins agressif, il n'en est pas moins produit par le même Havoc, parfois épaulé par un collaborateur de longue date, The Alchemist (Thug Muzik). I'm Going Out, It's Mine, Allustrious, Adrenaline, Modd Muzik, le paisible Where Ya Heart at et surtout Quiet Storm se distinguent de l'ensemble. Ce dernier titre est d'ailleurs considéré comme l'un des meilleurs du groupe.
Le magazine The Source et le site AllMusic ont été parmi les critiques les plus enthousiastes à l'égard du quatrième album de Mobb Deep.

## Liste des titres
| No  | Titre                                                                      | Contient un (des) sample(s) de                                                                       | Durée |
| --- | -------------------------------------------------------------------------- | --- | ----- |
| 1.  | Intro                                                                      | Crime Inc. Theme de Giles Swayne                                                                     | 0:44  |
| 2.  | Streets Raised Me (featuring Big Noyd et Chinky – Produit par Havoc)       | | 4:33  |
| 3.  | What's Ya Poison (featuring Cormega – Produit par Havoc)                   | 1000 Rads de David Axelrod                                                                           | 3:45  |
| 4.  | Spread Love (Produit par Havoc)                                            | | 4:04  |
| 5.  | Let a Ho Be a Ho (Produit par Havoc)                                       | | 3:35  |
| 6.  | I'm Going Out (featuring Lil' Cease – Produit par Havoc)                   | Farewell de Miklós Rózsa                                                                             | 3:45  |
| 7.  | Allustrious (Produit par Havoc)                                            | | 4:09  |
| 8.  | Adrenaline (Produit par Havoc)                                             | | 4:42  |
| 9.  | Where Ya From (featuring 8Ball – Produit par T-Mix)                        | The Champ des Mohawks Right Back at You de Mobb Deep featuring Raekwon, Ghostface Killah et Big Noyd | 4:02  |
| 10. | Quiet Storm (Produit par Havoc)                                            | White Lines (Don't Don't Do It) de Grandmaster Melle Mel                                             | 4:25  |
| 11. | Where Ya Heart at (Produit par Havoc)                                      | Fear de Sade                                                                                         | 4:27  |
| 12. | Noyd Interlude (featuring Big Noyd)                                        | | 0:19  |
| 13. | Can't Fuck Wit (featuring Raekwon – Produit par Havoc)                     | | 4:12  |
| 14. | Thug Muzik (featuring Chinky et Infamous Mobb – Produit par The Alchemist) | Japanese Music Box (Itsuki no komoriuta) de George Winston Shook Ones Part II de Mobb Deep           | 4:34  |
| 15. | Murda Muzik (Produit par Havoc)                                            | | 4:11  |
| 16. | The Realest (featuring Kool G Rap – Produit par The Alchemist)             | Born to Lose You d'Ecstasy, Passion & Pain                                                           | 4:27  |
| 17. | U.S.A. (Aiight Then) (Produit par Epitome Shamello Buddah)                 | | 4:04  |
| 18. | It's Mine (featuring Nas – Produit par Mobb Deep)                          | Scarface Cues de Giorgio Moroder The Boy Is Mine de Brandy et Monica                                 | 4:24  |
| 19. | Quiet Storm (Remix) (featuring Lil' Kim – Produit par Havoc)               | 10% Dis de MC Lyte featuring Audio Two                                                               | 4:04  |